# Chitose-Marineluftgeschwader
Das Chitose-Marineluftgeschwader (japanisch 千歳海軍航空隊 Chitose Kaigun Kōkūtai, englisch Chitose Naval Air Group (Chitose NAG)) war ein Verband der Kaiserlich Japanischen Marineluftstreitkräfte, der während des Zweiten Weltkriegs zum Einsatz kam.

## Geschichte
Der Verband wurde am 1. Oktober 1939 in Chitose auf der Insel Hokkaidō aufgestellt und mit Bombern des Typ Mitsubishi G3M „Rikko“ ausgestattet. Später um Jagdflugzeuge des Typ Mitsubishi A5M ergänzt.
Ab 15. Januar 1941 der neu aufgestellten 24. Luftflottille (24. hōkū sentai) zugewiesen, nahm das Geschwader ab Juni 1941 an Ausbildungsaktivitäten teil und operierte ab Oktober 1941 von Saipan, Palau und den Marshallinseln aus. Zu diesem Zeitpunkt verfügte der Verband über 36 Bomber Mitsubishi G3M2 in vier Staffeln (hikōtai) und 18 Jagdflugzeuge Mitsubishi A5M4 in zwei Staffeln.
Bei Beginn des Pazifikkrieges unterstützte das Geschwader, als Teil der 24. Luftflottille von Vizeadmiral Gotō Eiji, die 4. Flotte bei ihren Operationen im Zentralpazifik. Hierfür wurden schon im Dezember 1941 durch die vier Bomberstaffeln Angriffe auf die Insel Wake geflogen (Schlacht um Wake). Diesem folgte im Januar ein Einsatz von zwei Bomberstaffel bei der Einnahme von Rabaul.
In der Nacht zum 1. Februar operierten amerikanische Marineverbände gegen japanische Stellungen (Angriff auf die Marshall- und Gilbertinseln). Hierbei griff die Kampfgruppe um die Enterprise Ziele auf den Kwajalein-, Maloelap- und Wotje-Atollen an. Als Reaktion wurde diese durch eine Staffel Bomber, unter Führung von Oberleutnant Nakei, im Laufe des Tages insgesamt drei Mal angegriffen. Der Schwere Kreuzer Chester erhielt hierbei einen Treffer, aber zwei japanische Maschinen, darunter die von Oberleutnant Nakai, gingen verloren.
Am 10. Februar 1942 wurde eine Staffel zur Aufstellung des 4. Marineluftgeschwaders auf Rabaul abgegeben und am 11. Februar starteten vier Jagdflugzeuge (A5M4) vom Flugplatz Gasmata (Neubritannien), unter Führung von Leutnant Yoshinoto Satoshi, um drei australische Lockheed-Hudson-Bomber abzufangen, die Angriffe auf die japanische Schifffahrt durchführten, wobei zwei von diesen abgeschossen wurden.
Ab Mitte Februar erfolgte die Umrüstung der Bomberstaffeln auf Maschinen des Typ Mitsubishi G4M1 „Hamaki“, dem am 17. Februar die ersten sechs Jagdflugzeuge des Typ Mitsubishi A6M2 „Zero“ folgten.
Am 1. April 1942 wechselte die Unterstellung von der 4. Luftflotte zur 8. Luftflotte.
Am 17. August 1942 führten amerikanische Streitkräfte einen Überfall auf das japanisch besetzte Butaritari-Aoll (auch als Makin-Atoll bezeichnet) durch. Zur Abwehr wurden neben zwei U-Booten auch Bomber des Chitose-Marineluftgeschwaders eingesetzt. Am 2. September 1942 wurden zwei Bomber nach Rabaul verlegt und nahmen an Bombenangriffen auf Guadalcanal und Port Moresby teil. Die Einsätze wurden bis Ende September 1942 fortgesetzt. Danach wurde das Geschwader am 23. September 1942 nach Kwajalein verlegt. Diesem folgte am 26. Oktober eine Verlegung aller Teileinheiten nach Rabaul.
Hier wurden die Bomberstaffeln am 1. November 1942 in das 703. Marineluftgeschwader überführt und die Jagdstaffeln ab 1. Dezember, zusammen mit Personal und Ausrüstung der Jagdstaffeln des 752. Marineluftgeschwaders, zur Aufstellung des 201. Marineluftgeschwaders verwendet.

## Geschwaderkommodore
| Nr. | Dienstgrad und Name           | Amtszeit            | Amtszeit           | Bemerkungen                                                                  |
| Nr. | Dienstgrad und Name           | Beginn der Amtszeit | Ende der Amtszeit  | Bemerkungen                                                                  |
| --- | ----------------------------- | ------------------- | ------------------ | ---------------------------------------------------------------------------- |
| 1.  | Kapitän zur See Matsuo Kozo   | 1. Oktober 1939     | 29. Juni 1940      |                                                                              |
| 2.  | Kapitän zur See Umetani Kaoru | 6. Juli 1940        | 15. September 1941 |                                                                              |
| 3.  | Kapitän zur See Ohashi Fujiro | 15. September 1941  | 1. Dezember 1942   | seit 1. November 1942 mit der Führung des 703. Marineluftgeschwaders betraut |

## Bemerkungen
1. ↑  Ein Zusammenhang zwischen dem Geschwader und dem japanischen Seeflugzeugträger/Leichten Flugzeugträger Chitose besteht nicht.